# 俵山北インターチェンジ
俵山北インターチェンジ（たわらやまきたインターチェンジ）は、山口県長門市俵山小原にある山陰自動車道（長門・俵山道路、俵山・豊田道路）のインターチェンジである。

## 歴史
- 2008年度：長門・俵山道路事業化。
- 2016年度：俵山・豊田道路事業化。
- 2019年（令和元年）
  - 6月26日 : IC名称が「俵山IC（仮称）」から「俵山北IC」に正式決定[1]。
  - 9月8日 : 山陰自動車道（長門・俵山道路）・長門湯本温泉IC - 俵山北IC間開通に伴い、供用開始[1]。

## 接続する道路
- 山口県道34号下関長門線

## 隣
E9 山陰自動車道
長門湯本温泉IC - 俵山北IC - 俵山温泉IC（仮称・事業中）